# Pasar Taluk
Pasar Taluk is een bestuurslaag in het regentschap Kuantan Singingi van de provincie Riau, Indonesië. Pasar Taluk telt 964 inwoners (volkstelling 2010).